# Spanish International 1988
Die Spanish International 1988 im Badminton fanden vom 8. bis zum 10. Juli 1988 in Vigo statt.

## Medaillengewinner
| Disziplin    | Gold                              | Silber                             | Bronze                            |
| ------------ | --------------------------------- | ---------------------------------- | --------------------------------- |
| Herreneinzel | David Stenström                   | Mats Svensson                      | Benoît Pitte                      |
| Herreneinzel | David Stenström                   | Mats Svensson                      | Jan Ennis                         |
| Dameneinzel  | Sandra Dimbour                    | Christelle Mol                     | Anne-Claude Muratet               |
| Dameneinzel  | Sandra Dimbour                    | Christelle Mol                     | Virginie Delvingt                 |
| Herrendoppel | David Stenström Mats Svensson     | José Nascimento Jorge Cação        | Jose Antonio Torres Enrique Ruiz  |
| Herrendoppel | David Stenström Mats Svensson     | José Nascimento Jorge Cação        | Pedro V. Blach Enrique Lago       |
| Damendoppel  | Virginie Delvingt Christelle Mol  | Sandra Dimbour Anne-Claude Muratet | Leonor Gallardo Nuria García      |
| Damendoppel  | Virginie Delvingt Christelle Mol  | Sandra Dimbour Anne-Claude Muratet | Maria Emilia Gómez Aída Rodríguez |
| Mixed        | Bernardo Gálmez Cristina González | Stéphane Renault Christelle Mol    | R. Sanmartin Maria Emilia Gómez   |
| Mixed        | Bernardo Gálmez Cristina González | Stéphane Renault Christelle Mol    | Benoît Pitte Virginie Delvingt    |

## Finalergebnisse
| Disziplin    | Sieger                            | Finalist                           | Ergebnis           |
| ------------ | --------------------------------- | ---------------------------------- | ------------------ |
| Herreneinzel | David Stenström                   | Mats Svensson                      | 15–7, 15–4         |
| Dameneinzel  | Sandra Dimbour                    | Christelle Mol                     | 6–11, 11–8, 11–0   |
| Herrendoppel | David Stenström Mats Svensson     | José Nascimento Jorge Cação        | 15–1, 15–9         |
| Damendoppel  | Virginie Delvingt Christelle Mol  | Sandra Dimbour Anne-Claude Muratet | 8-15, 18-17, 18-16 |
| Mixed        | Bernardo Gálmez Cristina González | Stéphane Renault Christelle Mol    | 15–5, 15–6         |